# Vuoskojaure (Jukkasjärvi socken, Lappland, 759250-167458)
Vuoskojaure är en sjö i Kiruna kommun i Lappland och ingår i Torneälvens huvudavrinningsområde. Sjön har en area på 3,12 kvadratkilometer och ligger 500 meter över havet. Vuoskojaure ligger i Torne och Kalix älvsystem Natura 2000-område. Sjön avvattnas av vattendraget Vuoskojåkka.
Nära sjön, och nära östra spetsen av Leinavatn, omkring fem kilometer från gränsen till Norge, låg norska motståndsrörelsens Operation Sepals huvudbas Gorgon/Marit/Lotte under andra världskriget.

## Delavrinningsområde
Vuoskojaure ingår i det delavrinningsområde (759584-167510) som SMHI kallar för Utloppet av Vuoskojaure. Medelhöjden är 612 meter över havet och ytan är 29,6 kvadratkilometer. Det finns inga avrinningsområden uppströms utan avrinningsområdet är högsta punkten. Vuoskojåkka som avvattnar avrinningsområdet har biflödesordning 3, vilket innebär att vattnet flödar genom totalt 3 vattendrag innan det når havet efter 472 kilometer. Avrinningsområdet består mestadels av skog (41 procent) och kalfjäll (40 procent). Avrinningsområdet har 3,13 kvadratkilometer vattenytor vilket ger det en sjöprocent på 10,6 procent.